# Pechbonnieu
 Pechbonnieu  es una población y comuna francesa, en la región de Mediodía-Pirineos, departamento de Alto Garona, en el distrito de Toulouse y cantón de Toulouse-15.

## Demografía
| 542 | 781 | 1289 | 1535 | 1940 | 2997 |
| Para los censos de 1962 a 1999 la población legal corresponde a la población sin duplicidades (Fuente: INSEE [Consultar]) |     |      |      |      |      |

## Monumentos

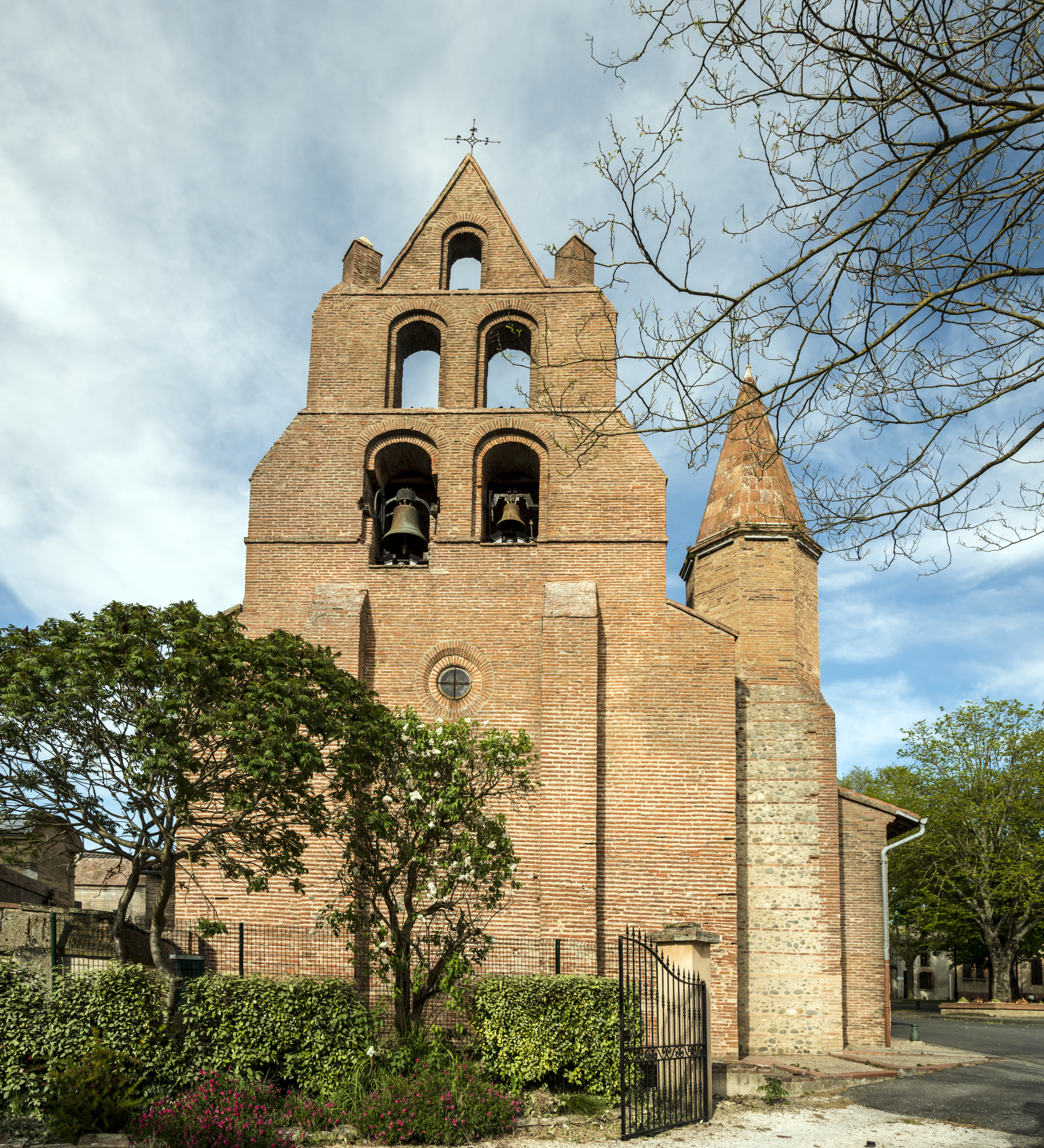
Iglesia
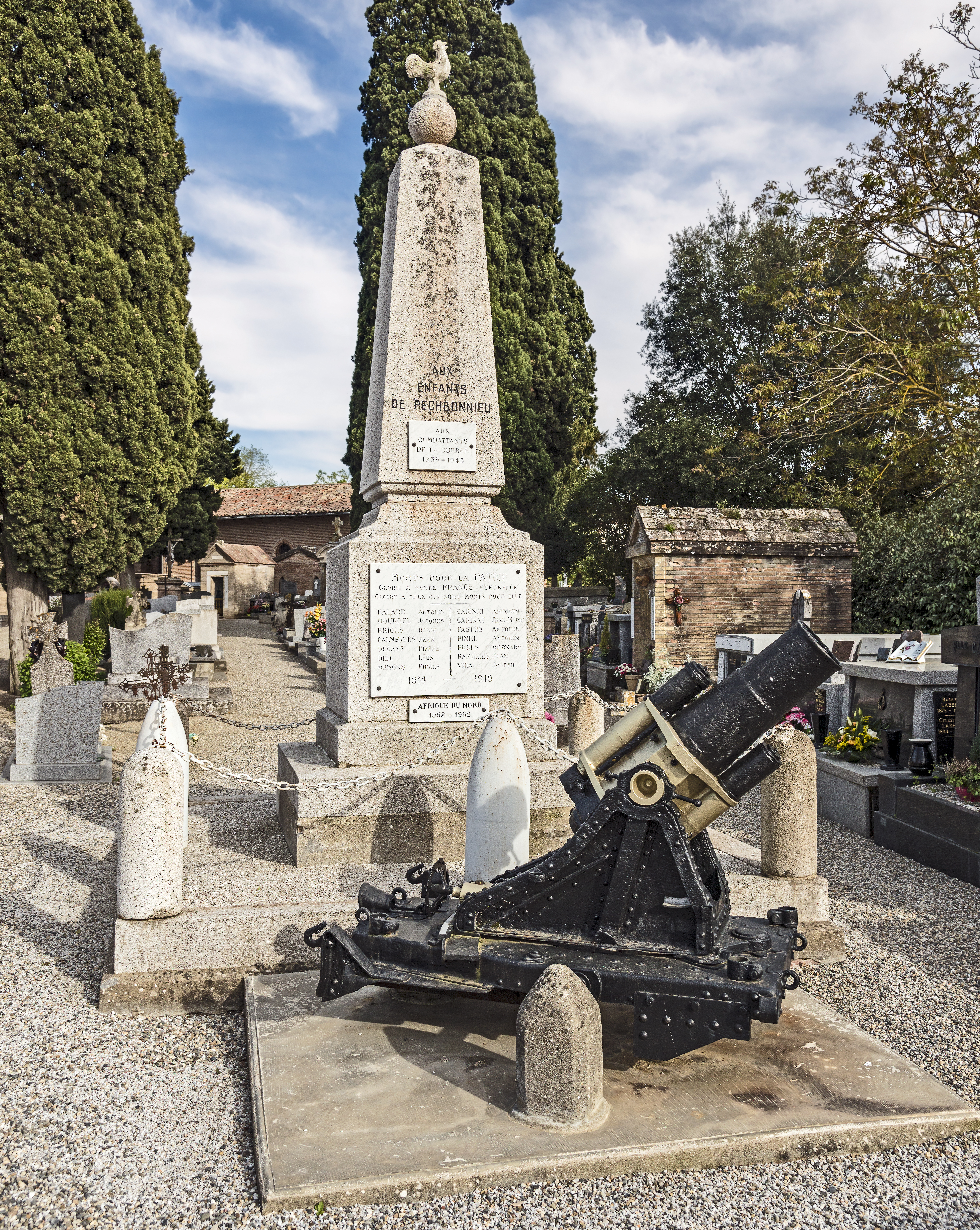
Monumento a los caídos